# Kurator
Kurator (latinsko curator – skrbnik, varuh), je pravni zastopnik, ki skrbi za pravice druge osebe ali določene ustanove.
V zvezi z izrazom kurator je tudi izraz kuratorij v pomenu kolektivni organ ali skrbniški odbor; nadzorni svet ali urad, ki skrbi za določeno stvar ali zadevo 